# Trolderiks Posthule
Trolderiks Posthule er en dansk julekalender for børn som blev vist på TV 2 i 1992.

## Medvirkende
- Bob Goldenbaum - Trolderik
- Maria Stenz - Tiptroldeoldemor og Lafayette
- Jørn Rosenville - Sæl